# Rhaconotus jaknontovi
Rhaconotus jaknontovi är en stekelart som beskrevs av Yuldashev 2004. Rhaconotus jaknontovi ingår i släktet Rhaconotus och familjen bracksteklar. Inga underarter finns listade i Catalogue of Life.